# Петер Глінка
Петер Глінка (словац. Peter Hlinka; нар. 5 грудня 1978, Пряшів, Чехословаччина) — словацький футболіст і тренер, виступав на позиції захисника та півзахисника.

## Клубна кар'єра
Вихованець футбольної школи клубу «Татран» з рідного Пряшова, виступав за основний склад цієї команди з 1996 по 2001 роки. У 2001 році переїхав до Австрії, в якій виступав до завершення кар'єри гравця. Розпочав виступи в Австрії в складі команди «Штурму», відігравши один рік у Бундеслізі. Потім виступав за команду «Брегенц» і за віденський «Рапід». Найвищим досягненням у складі «фіолетових» для Глінки стало чемпіонство 2004/05 років і вихід у груповий етап Ліги чемпіонів 2005/06.
У травні 2007 року Петер перейшов до складу команди другої ліги «Аугсбург», а напередодні початку сезону 2008/09 років він повернувся до складу «Штурма», в якому виступав до 2010 року. Від пропозиції клубу продовжити контракт Глінка категорично відмовився, а після закінчення сезону перейшов у стан прямих конкурентів з віденської «Аустрії». Через два роки підписав контракт з «Вінер-Нойштадт». Взимку 2015 року, після піврічного перебування без клубу, перейшов до «Ваккер» (Інсбрук). З серпня 2015 по літо 2016 року був ключовим гравцем другої команди віденського «Рапіда», після цього завершив кар'єру гравця.

## Кар'єра в збірній
У 1998-2000 роках виступав за молодіжну збірну Словаччини, з якої посів друге місце на чемпіонаті Європи 2000 року і пробився на Олімпіаду в Сідней (був включений в заявку). Дебютував у збірній Словаччини 17 квітня 2002 року в нічийному (1:1) товариському матчі проти Бельгії. За основну збірну провів 28 ігор, єдиний гол забив 8 жовтня 2005 року у ворота збірної Естонії.

## Кар'єра тренера
З літа 2017 року Петер входить до тренерського штабу «Вінер-Нойштадту», де допомагає тренувати команду Роману Мелиху.

## Досягнення
- Кубок Словаччини
  -  Фіналіст (1): 1996/97
- Бундесліга Австрії
  -  Чемпіон (2): 2004/05, 2012/13